# يوزيف كادرابا
يوزيف كادرابا (بالتشيكية: Josef Kadraba)‏ (مواليد 29 سبتمبر 1933) هو لاعب كرة قدم. لعب مع منتخب تشيكوسلوفاكيا لكرة القدم. سبق له أن لعب في كأس العالم لكرة القدم مع منتخب بلاده.

## روابط خارجية
- يوزيف كادرابا على موقع الاتحاد الدولي (مؤرشف)  (الإنجليزية)
- يوزيف كادرابا على موقع الاتحاد التشيكي (الإنجليزية)
- يوزيف كادرابا على موقع قاعدة بيانات كرة القدم.إي يو (الإنجليزية)
- يوزيف كادرابا على موقع ناشيونال فوتبول تيمز (الإنجليزية)